# Bryomanginia radiculosa
Bryomanginia radiculosa là một loài rêu trong họ Ditrichaceae. Loài này được Herzog R.H. Zander mô tả khoa học đầu tiên năm 1978.